# 腊哈地站
腊哈地站是位于云南省红河哈尼族彝族自治州屏边苗族自治县白河镇的一个铁路车站，有昆河铁路经过。车站建于1908年，位于海拔228米的南溪河河谷，距离昆明北站398公里。车站隶属昆明铁路局开远车务段，现不办理正式客运。所有经过的列车均需在本站调头或重新编组，同时司机亦须在次这里换班休整。因此车站附近设有铁路员工食堂、员工卫生所和铁路公寓。车站目前仅办理专用线、专用铁路货运作业，是四等站。
站内设有3条侧线，并设有通往屏边黄磷厂和昆明机务段救援队的专用线。救援队内设有一座机车油料储备库房，外墙呈米黄色，为法式建筑，同时救援队内还设有机车转盘一座，但在2020年8月14日的泥石流中被泥石流冲毁。
2020年8月14日，腊哈地站发生泥石流事故，为昆河铁路开通以来最严重的自然灾害事故，同年9月5日，腊哈地站正式关闭。